# Lumbrinerides jonesi
Lumbrinerides jonesi är en ringmaskart som beskrevs av Perkins 1979. Lumbrinerides jonesi ingår i släktet Lumbrinerides och familjen Lumbrineridae. Inga underarter finns listade i Catalogue of Life.